# Zeng Qinghong
Zeng Qinghong (chiń. upr. 曾庆红; chiń. trad. 曾慶紅; pinyin Zēng Qìnghóng; ur. 30 lipca 1939) – chiński polityk, wiceprzewodniczący ChRL w latach 2003-2008.
Pochodzi z Ji’an w prowincji Jiangxi, należy do grupy etnicznej Han. Jego ojciec, Zeng Shan, był weteranem walk rewolucyjnych, a po utworzeniu ChRL pełnił funkcję wiceburmistrza Szanghaju i ministra spraw wewnętrznych.
W 1960 roku wstąpił do KPCh, trzy lata później ukończył studia na Akademii Technicznej w Pekinie, następnie pracował jako technik w wojsku. Po rozpoczęciu reform gospodarczych przez Deng Xiaopinga podjął pracę w przemyśle naftowym i energetycznym, w latach 1979-1981 był sekretarzem Państwowej Komisji Planowania.
W połowie lat 80. przeniesiony do Szanghaju, gdzie rozpoczął współpracę z późniejszym przewodniczącym ChRL Jiang Zeminem. W latach 1984–1986 był sekretarzem generalnym szanghajskiego Komitetu Miejskiego KPCh. Przez lata związany z konserwatywną frakcją Jianga i uważany za jego zausznika. Po stłumieniu przez wojsko protestów na placu Tian’anmen w 1989 roku przeniósł się wraz z Jiangiem do Pekinu.
Od 1997 do 2007 roku był członkiem Komitetu Centralnego KPCh. Jako przewodniczący Komitetu Organizacyjnego KC KPCh w latach 1999-2001 obsadził większość wysokich stanowisk partyjnych stronnikami Jiang Zemina. Od 2002 do 2007 roku był szefem Centralnej Szkoły Partyjnej. W latach 2003–2008 piastował funkcję wiceprzewodniczącego ChRL.
W 2007 roku na 17. Zjeździe KPCh stracił stanowisko członka KC. W latach 2007–2012 pełnił jeszcze funkcję sekretarza generalnego Komitetu Krajowego KPCh.